# 24-zig
Koordinaten: 25° 49′ 6″ N, 105° 12′ 14″ O

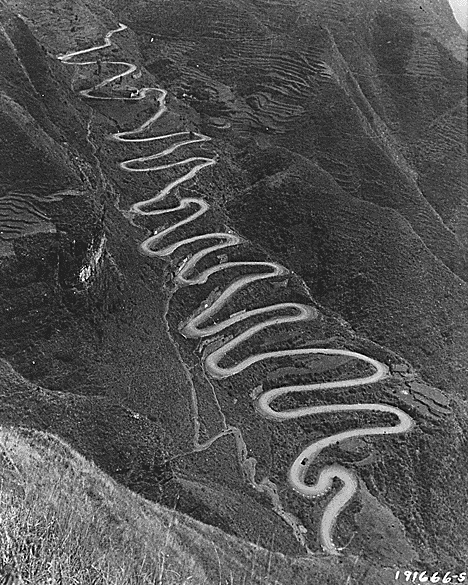
„24-zig“ der Ledostraße

Die 24-zig (/twənti'fõ zɪg/, von engl. zig-zag Zickzack) ist eine kurvenreiche Bergstraße im Südwesten der Volksrepublik China, die im Zweiten Japanisch-Chinesischen Krieg als Symbol der Anstrengungen, die die amerikanische Armee zur Unterstützung Chinas leistete, weltweit bekannt wurde.

## Lage
24-zig (chinesisch “二十四道拐”抗战公路, Pinyin “Èrshísì dào guǎi” kàngzhàn gōnglù – „‚Vierundzwanzig-Kurven‘-Straße“ oder 二十四道弯,  Èrshísì dàowān u. a.) liegt im Kreis Qinglong (晴隆县; Pinyin: Qínglóng Xiàn) im Norden des Autonomen Bezirks Qianxinan der Bouyei und Miao, der sich wiederum im Südwesten der chinesischen Provinz Guizhou im Dreiländereck von Guizhou, Yunnan und Guangxi befindet. Nach dem Krieg nahm man lange an, die Straße liege in der Provinz Yunnan.
Sie ist eine Verlängerung der Ledostraße, die nach dem US-amerikanischen General Joseph Stilwell auch Stilwell Road genannt wird.
Die Straße steht seit 2006 auf der Liste der Denkmäler der Volksrepublik China (6-1050).